# Ermistu
Ermistu (ili Tõstamaa) je jezero u okrugu Pärnumai, Estonija. Rijeka Tõstamaa istječe iz ovoga jezera.
Maksimalna površina je 480 ha. Najveća dubina jezera je na sjeverozapadu i istoku, gdje doseže 2,9 metara. 
Jezero je bogato ribom, ima deverika, štuka, smuđa, crvenperki, linjaka, šarana, jegulja i ostalih.

## Vanjske poveznice
- Slike jezera Eremistu  Arhivirana inačica izvorne stranice od 25. prosinca 2013. (Wayback Machine)